# Beasain
Beasain (Catalaans Beasain, Castiliaans Beasáin) is een gemeente in de Spaanse provincie Gipuzkoa in de regio Baskenland met een oppervlakte van 30 km². Beasain telt 13.949 inwoners (1 januari 2016).
Beasain is de vestigingsplaats van Construcciones y Auxiliar de Ferrocarriles (CAF), een Spaanse fabrikant van treinen, trams en metrostellen die internationaal actief is.

## Demografische ontwikkeling
Bron: INE; 1857-2011: volkstellingen
Opm.: In 1887 werd Gudugarreta aangehecht; in 1930 werd Astigarreta aangehecht

## Geboren
- Gorka Elustondo (18 maart 1987), voetballer